# Лі Чхон Су
Лі Чхон Су (кор. 이천수; нар. 9 липня 1981, Інчхон, Південна Корея) — південнокорейський футболіст, що грав на позиції нападника.
Виступав за національну збірну Південної Кореї.

## Клубна кар'єра
У дорослому футболі дебютував 2001 року виступами за команду клубу «Ульсан Хьонде», в якій провів два сезони, взявши участь у 36 матчах чемпіонату. 
Згодом з 2003 по 2006 рік грав у складі команд клубів «Реал Сосьєдад», «Нумансія» та «Ульсан Хьонде».
Своєю грою за останню команду привернув увагу представників тренерського штабу клубу «Феєнорд», до складу якого приєднався 2006 року. Відіграв за команду з Роттердама наступні два сезони своєї ігрової кар'єри, проте основним гравцем стати не зумів.
Протягом 2009—2011 років захищав кольори клубів «Аль-Наср» (Ер-Ріяд) та «Омія Ардія».
Завершив професійну ігрову кар'єру у клубі «Інчхон Юнайтед», за команду якого виступав протягом 2013—2015 років.

## Виступи за збірну
2000 року дебютував в офіційних матчах у складі національної збірної Південної Кореї. Протягом кар'єри у національній команді, яка тривала 9 років, провів у формі головної команди країни 79 матчів, забивши 21 гол.
У складі збірної був учасником кубка Азії з футболу 2000 року у Лівані, на якому команда здобула бронзові нагороди, розіграшу Золотого кубка КОНКАКАФ 2002 року у США, чемпіонату світу 2002 року в Японії і Південній Кореї, чемпіонату світу 2006 року у Німеччині, кубка Азії з футболу 2007 року у чотирьох країнах відразу, на якому команда здобула бронзові нагороди.

## Титули і досягнення
- Бронзовий призер Азійських ігор: 2002
- Бронзовий призер Кубка Азії: 2007